# Palazzo Temperani
Palazzo Temperani è un edificio civile storico del centro di Firenze, situato in via della Vigna Nuova 20, angolo via dei Palchetti.

## Storia e descrizione

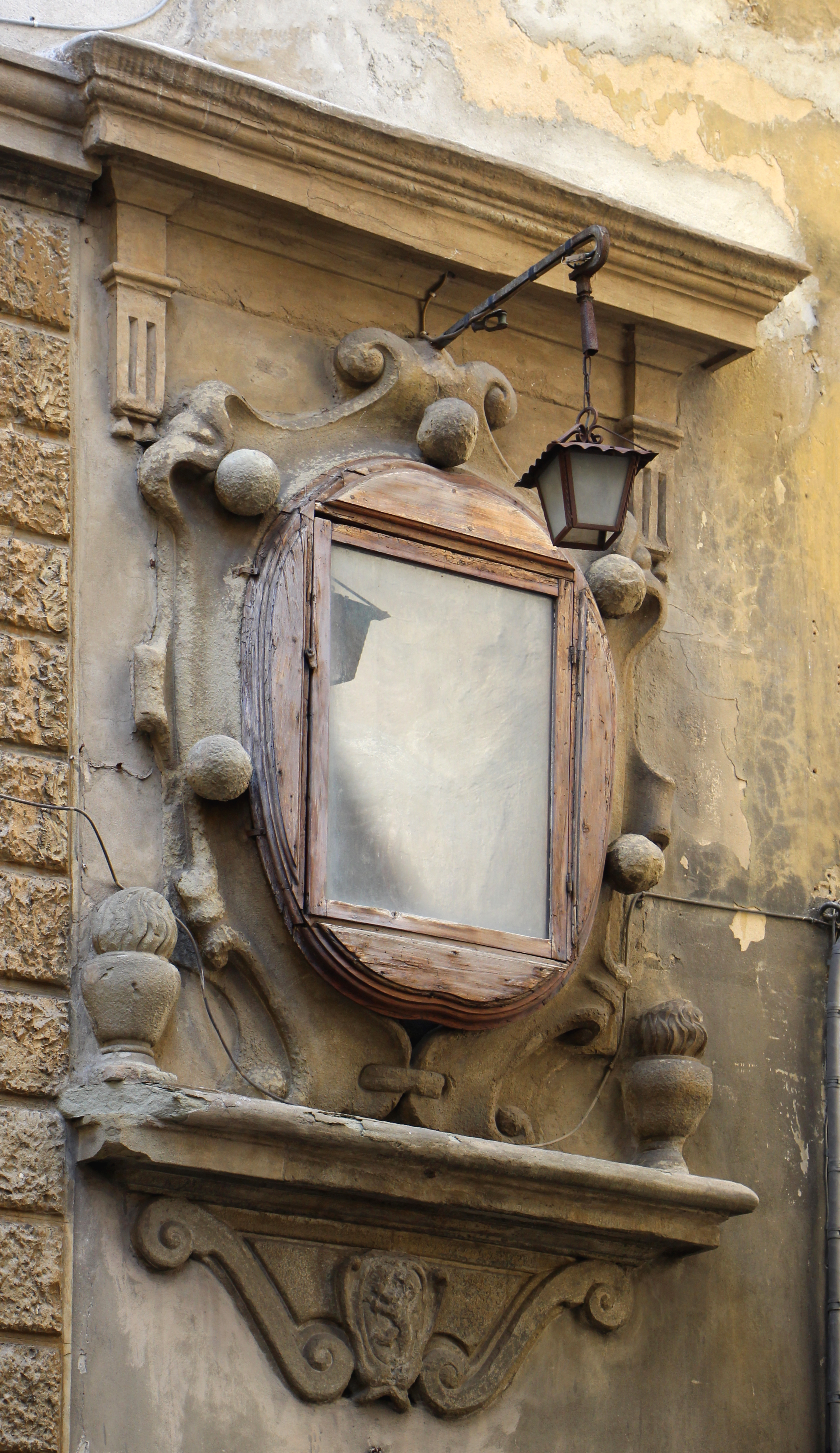
Il tabernacolo

Di chiaro stile cinquecentesco, "ma sopraffatta da pesanti decorazioni di bozze, di graffiti e soprattutto da un balcone che ne snatura il primitivo carattere", la casa fu proprietà della famiglia Temperani fino al 1707, anno della morte dell'ultimo discendente. Così Marcello Jacorossi: "La facciata è stata da tempo rifatta nella parte decorativa con aggiunte di decorazioni graffite e dipinte e con la trasformazione della parte terrena. Sussistono nella loro forma primitiva le cornici di ricorso e le finestre sul mezzo tondo con adornamenti di conci di pietra. Nell'interno è un elegante cortile cinquecentesco". 
L'intervento di "riduzione e restauro" al quale ci si riferisce criticamente è in effetti da datare al 1908 e, come attesta la documentazione conservata presso l'archivio storico del Comune di Firenze, da ricondurre a un progetto firmato dall'architetto Giovanni Paciarelli. 
Sul lato di via de' Palchetti (dove nel 1908 fu aperta una nuova porta) si trova un tabernacolo di struttura decisamente singolare, caratterizzato da una parte centrale a forma di grande scudo ovale con cartigli, lungo il bordo del quale si dispongono cinque palle medicee che al tempo stesso profilano una cornice lignea a riquadrare l'immagine sacra. Nella parte inferiore trova spazio un ulteriore e piccolo scudo con l'arme della famiglia Temperani (qui senza smalti, ma d'argento, al leone d'azzurro seminato di ruote del campo), di modo che sembra logico interpretare l'apparato come un omaggio del committente nei confronti della casa granducale. Di qualità modesta la pittura murale al centro del tabernacolo, raffigurante una Madonna col Bambino, forse databile al Cinquecento.